# Гражданская война в Перу (1856—1858)
Гражданская война в Перу 1856–1858 годов (исп. Guerra civil peruana de 1856-1858) или Революция Арекипы 1856 года — вооружённый конфликт между либеральным правительством и повстанцами-консерваторами. Считается в Перу одной из самых продолжительных и жестоких.
Революция было реакцией консерваторов на либеральные реформы, которые были навязаны стране после триумфа либеральной революции 1854 года и учреждения Национального собрания или Учредительного конгресса, принявшего либеральную конституцию 1856 года. Конституциям отменила смертную казнь, ввела бесплатное начальное школьное образование, снизила возраст депутатов до 28 лет. Конгресс стал сильным и почти однопалатным, поскольку не было различий между депутатами и сенаторами. Конституция восстановила должность вице-президентов и создала кабинет министров. Хотя президент Рамон Кастилья был против, но подписал Конституцию 18 октября 1856 года.
Война началась 31 октября 1856 года с восстания в Арекипе и распространилось на Мокегуа, Аякучо и Пьюру. Возглавил движение Мануэль Игнасио де Виванко, вернувшийся из ссылки в Чили. Правительство направило в Арику, а оттуда в Арекипу войска, которые 16 ноября подошли к городу. 
В это время 19 ноября в Арике к восстанию присоединились моряки эскадры (фрегат «Апуримак», шхуна «Лоа», транспорт «Тумбес» и другие более мелкие корабли) и 27 ноября напали на порт. Затем флот повстанцев 28 декабря занял острова Чинча, и повстанцы начали продавать гуано, средствами от продажи которого финансировали восстание; в частности, в Чили было закуплено оружие и два парохода. 
Виванко, имея флот, после взятия Мокегуа решил провести кампанию на севере Перу, где надеялся заручиться поддержкой землевладельцев Пьюры, недовольных отменой рабства, но в январе-апреле 1857 года его войска потерпели неудачу в своей экспедиции на север, а затем 21-22 апреля были полностью разбиты при попытке высадиться в Кальяо. Виванко решил продолжить войну в Арекипе, а повстанческая эскадра 22-24 мая покинула острова Чинча и, прибыв в Кальяо, сдалась правительству.  
Восстание сократилось до Арекипы, где закрепились Виванко и его сторонники. Тем временем маршал Сан-Роман, главнокомандующий южной армией, выдвинувшись из Пуно с 3000 солдатами, в июне 1857 года начал осаду города. 20 июля остальная часть армии во главе с самим Кастильей прибыла к Арекипе, привезя с собой крупнокалиберные артиллерийские орудия. Виванко располагал небольшой армией из 1300 солдат и 500 национальных гвардейцев, однако население поддержало дело революции, были организованы многочисленные отряды ополченцев. У главных входов были быстро вырыты рвы, траншеи и построены форты. Одновременно велись переговоры, но Виванко всякий раз отклонял предложения правительства. После восьми месяцев осады 6-7 марта 1858 года голодающий город был взят штурмом. Потери с обеих сторон были огромны: 2000 убитых и раненых у Кастильи, и 3000 только убитых у арекипцев. Виванко бежал в Чили. 
Хотя консерваторы потерпели поражение, их требования в конечном итоге возобладали: было распущено Национальное собрание и отменена либеральная конституция 1856 года.